# 捷季亞尼夫卡 (別列茲涅古瓦捷區)
47°22′57″N 32°46′33″E / 47.38250°N 32.77583°E
捷季亞尼夫卡（烏克蘭語：Тетянівка），是烏克蘭南部的村莊，隸屬尼古拉耶夫州的巴什坦卡區。該村始建於1795年，面積0.29平方公里，海拔高度53米，2001年人口269，人口密度每平方公里930.8人。